# Ufficiale idraulico
L'ufficiale idraulico (in origine custode idraulico) è una figura del personale tecnico-amministrativo del Ministero dei lavori pubblici della Repubblica Italiana.
Dipende operativamente prima dal Genio Civile provinciale, poi dal Magistrato alle Acque di Venezia o dal Magistrato per il Po di Parma, (ora Agenzia Interregionale per il fiume Po, in acronimo A.I.PO.) e in seguito dagli enti pubblici competenti in materia di gestione delle acque.

## Storia
La figura era già presente in alcuni stati italiani preunitari come ad esempio nel Lombardo-Veneto mantovano ed furono chiamati "eletti" allorché nel 1784, Maria Teresa d'Austria razionalizzò, accorpandone molte, e "pubblicizzò" le cosiddette "digagne" di difesa e scolo delle acque nonché.  Nello Stato Pontificio (Ferrara) tale figura era denominata "Notaio o Giudice d'argine".
Con l'avvento dell'unità d'Italia, tale figura venne ripresa nel contesto della legge organica dei lavori pubblici (legge 20 marzo 1865, n. 2248 - Allegato F). Con essa l'ufficiale idraulico divenne un impiegato statale.

## Competenze
Compito dell'Ufficiale Idraulico era quello di vigilare sulle arginature e i manufatti idraulici classificati nelle Opere Idrauliche di I e II categoria, nonché di gestire nel proprio "tronco di custodia" il servizio di piena dei fiumi in conformità, da ultimo, al regio decreto 9 dicembre 1937 n. 2669 ("Regolamento sulla tutela di opere idrauliche di 1ª e 2ª categoria e delle opere di bonifica").
Aveva anche funzioni di "polizia idraulica" per il rispetto della normativa di cui al R.D. 25 luglio 1904 n. 523 "Testo unico delle disposizioni di legge intorno alle opere idrauliche delle diverse categorie (Artt. 93 e seguenti), assumendo la qualifica di Ufficiale di pubblica sicurezza e di Polizia giudiziaria.
Alle dipendenze dirette dell'Ufficiale idraulico erano assegnati, per ogni "tronco" alcuni Sorveglianti idraulici (già Guardiani).

## Personale
Rientravano nella categoria degli ufficiali idraulici anche il personale dipendente dal Ministero delle finanze addetto ai cosiddetti canali demaniali, beni patrimoniali dello Stato, nonché ai "settori" di bonifica gestiti direttamente dallo stato italiano.